# Nationalpark Khao Phra Wihan
Nationalpark Khao Phra Wihan oder Khao Phra Viharn (Thai: อุทยานแห่งชาติเขาพระวิหาร) ist ein Nationalpark in Nordost-Thailand, dem so genannten Isan. Der 130 km² große Park wurde am 20. März 1998 eingerichtet. Sein Name stammt vom Khao Phra Wihan (Thai: ปราสาทเขาพระวิหาร, dem thailändischen Namen für Prasat Preah Vihear), einem hinduistischen Tempel der Khmer, der auf der kambodschanischen Seite der Grenze liegt.

## Lage
Der Nationalpark liegt in den Dongrek-Bergen entlang der Grenze zu Kambodscha im Südosten des Landkreises (Amphoe) Kantharalak in der Provinz Si Sa Ket bis hinüber zu den Landkreisen Nam Khun und Nam Yuen in der Provinz Ubon Ratchathani.

## Flora und Fauna

### Pflanzenarten
Der Park wird zum größten Teil von Dipterocarp-Wälder und trockener Mischwälder bedeckt. Die Wälder bestehen aus Pterocarpus macrocarpus („Burma Padouk“), Afzelia xylocarpa, Shorea obtusa, Shorea siamensis und dem Asiatische Jatoba (Xylia kerrii).

### Tierarten
Im Park leben unter anderem Wildschweine, Javaneraffen (Macaca fascicularis), Muntjaks, Sambar-Hirsche, Elsterraupenschmätzer (Hemipus picatus), Pycnonotus atriceps aus der Familie der Bülbüls, Flaggendrongo (Dicrurus paradiseus), Kleine Mungos.

## Sehenswürdigkeiten
- einige kleinere Wasserfälle: Poy-Kanal (ช่องโพย), Huai-Ta-Wasserfall (น้ำตกห้วยตา) und Sai-Yoi-Wasserfall (น้ำตกไทรย้อย)
- Khun-Sri-Höhle und Khun-Sri-Wasserfall (น้ำตกและถ้ำขุนศรี) – Wohnort von Luang Sri, der im Oktober 1940 vom thailändischen  „Fine Arts Department“ als Verwalter des Prasat Preah Vihear eingesetzt worden war.
- Pha Mor I-daeng (ผามออีแดง) – Aussichtspunkt in der Nähe des Aufstiegs zum Prasat Preah Vihear.
- Prasat Ton Tuan (ปราสาทโดนตวล) – kleiner Khmer-Tempelturm, etwa 300 Meter nördlich des Prasat Preah Vihear.
- Sa-Trao (สระตราว) – mehrere kleine Teiche (Baray) am Fuße des Berges. In der Nähe liegt der Steinbruch, aus dem das Baumaterial für den Prasat Preah Vihear gewonnen wurde.